# Seznam chráněných území v okrese Bánovce nad Bebravou
Toto je seznam chráněných území v okrese Bánovce nad Bebravou aktuální k roku 2015, ve kterém jsou uvedena chráněná území v oblasti okresu Bánovce nad Bebravou.
| Kód  | Obrázek        | Typ | Název              | Rozloha (ha) | Galerie Commons                                                | Popis území | Souřadnice                       |
| ---- | -------------- | --- | ------------------ | ------------ | -------------------------------------------------------------- | --- | -------------------------------- |
| 15   |                | NPR | Bradlo             | 97,6700      |                                                                | |                                  |
| 23   |                | PR  | Čepúšky            | 58,1280      |                                                                | |                                  |
| 1164 |                | PP  | Čerešňová jaskyňa  | x            |                                                                | |                                  |
| 1165 | Hradní jeskyně | PP  | Hradná jaskyňa     | x            | Kategorie „Hradná jaskyňa“ na Wikimedia Commons                | | 48°45′15″ s. š., 18°23′30″ v. d. |
| 804  | Jankov vŕšok   | PR  | Jankov vŕšok       | 103,4200     | Kategorie „Jankov vŕšok (Nature reserve)“ na Wikimedia Commons | Ochrana vzácného území s dubovými lesy na vápencovém podkladě, místy i s borovicí lesní. Vyskytují se zde xerotermní a horské rostlinné druhy.                | 48°44′21″ s. š., 18°21′58″ v. d. |
| 65   |                | PR  | Jedlie             | 1,4200       |                                                                | Ochrana fytogeograficky významné lokality tisu červeného (Taxus baccata L.) v Strážovských vrších                                                             | 48°45′15″ s. š., 18°25′28″ v. d. |
| 74   |                | PR  | Kňaží stôl         | 88,3100      |                                                                | |                                  |
| 85   |                | CHA | Kulháň             | 128,98       |                                                                | | 48°41′35″ s. š., 18°5′16″ v. d.  |
| 812  |                | PR  | Ľutovský Drieňovec | 260,0400     |                                                                | |                                  |
| 147  | Rokoš          | NPR | Rokoš              | 460,4100     | Kategorie „Rokoš (nature reserve)“ na Wikimedia Commons        | | 48°45′54″ s. š., 18°25′49″ v. d. |
| 1133 |                | PR  | Rysia              | 30,4900      |                                                                | |                                  |
| 156  |                | PR  | Smradľavý vrch     | 30,7747      |                                                                | |                                  |
| 158  |                | PP  | Stará Bebrava      | 5,9100       |                                                                | |                                  |
| 821  |                | PR  | Udrina             | 107,3600     |                                                                | |                                  |
| 1168 |                | PP  | Žernovská jaskyňa  | x            |                                                                | |                                  |
| 825  |                | PR  | Žrebíky            | 111,2600     |                                                                | Ochrana bralného pásma tvořeného vápenci a dolomity bebravské série s výskytem povrchových i podzemních krasových útvarů a vzácných druhů rostlin a živočichů | 48°51′25″ s. š., 18°14′33″ v. d. |

## Zrušená chráněná území
| Kód | Obrázek       | Typ | Název         | Rozloha (ha) | Galerie Commons                                | Popis území | Souřadnice                      |
| --- | ------------- | --- | ------------- | ------------ | ---------------------------------------------- | --- | ------------------------------- |
| 23  |               | PR  | Čepúšky       | 58,13        |                                                | | 48°41′22″ s. š., 18°5′22″ v. d. |
| 85  |               | PR  | Kulháň        | 7,39         |                                                | Ochrana jednotlivě i v skupinách rostoucích dubů pozoruhodných vysokým věkem, mohutným vzrůstem a estetickým vzhledem                                                      | 48°42′23″ s. š., 18°5′46″ v. d. |
| 117 | Okšovské duby | CHA | Okšovské duby | 1,53         | Kategorie „Okšovské duby“ na Wikimedia Commons | Ochrana jednotlivě i ve skupině rostoucích dubů, pozoruhodných vysokým věkem, mohutným vzrůstem a estetickým vzhledem na vědeckovýzkumné, naučné a kulturně-výchovné cíle. | 48°42′32″ s. š., 18°5′21″ v. d. |